# Детектор гравітаційних хвиль
Детектор гравітаційних хвиль (гравітаційний телескоп) — пристрій, призначений для реєстрації гравітаційних хвиль. З 1960-х років створювалися і постійно вдосконалювалися різні види детекторів гравітаційних хвиль. Сучасне покоління детекторів досягло необхідної чутливості для виявлення гравітаційних хвиль від астрономічних джерел, таким чином започаткувавши гравітаційно-хвильову астрономію. 
Перше пряме спостереження гравітаційних хвиль було здійснено у вересні 2015 року обсерваторіями LIGO, виявивши гравітаційні хвилі з довжиною хвилі в кілька тисяч кілометрів від подвійної чорної діри зоряної маси. У червні 2023 року чотири колаборації масивів таймінгу пульсарів представили перші переконливі докази гравітаційно-хвильового фону із довжиною хвилі в світлові роки, скоріш за все, від багатьох подвійних надмасивних чорних дір. 

## Типи детекторів
Безпосереднє виявлення гравітаційних хвиль ускладнюється надзвичайно малим ефектом, який хвилі справляють на детектор. Амплітуда сферичної хвилі зменшується як обернено пропорційно відстані від джерела. Таким чином, хвилі навіть від таких високоенергійних подій, як злиття чорних дір, досягаючи Землі, зменшуються до дуже малої амплітуди.

### Резонансні детектори
Найбільш поширені два типи детекторів гравітаційних хвиль. Один з типів, вперше реалізований Джозефом Вебером  (Мерілендський університет) в 1967, являє собою гравітаційну антену  — як правило, це металева масивна болванка, охолоджена до низької температури. Розміри детектора при падінні на нього гравітаційної хвилі змінюються, і якщо частота хвилі збігається з резонансною частотою антени, амплітуда коливань антени може стати настільки великою, що коливання можна детектувати. У піонерському експерименті Вебера антена являла собою алюмінієвий циліндр довжиною 2 м і діаметром 1 м, підвішений на сталевих тросах; резонансна частота антени становила  1660 Гц, амплітудна чутливість п'єзодатчиків  — 10-16 м. Вебер використовував два детектора, які працювали на збіги, і повідомив про виявлення сигналу, джерелом якого з найбільшою ймовірністю був центр Галактики. Однак незалежні експерименти не підтвердили спостережень Вебера. З діючих останнім часом детекторів за таким принципом працює сферична антена MiniGRAIL (Лейденський університет, Голландія), а також антени ALLEGRO, AURIGA, EXPLORER та NAUTILUS. 

### Лазерні інтерферометри

Схема лазерного інтеферометра

В іншому типі експериментів з детектування гравітаційних хвиль вимірюється зміна відстані між двома пробними масами за допомогою лазерного інтерферометра Майкельсона. У двох довгих (довжиною в кілька сот метрів або навіть кілометрів) перпендикулярних один одному вакуумних камерах підвішуються дзеркала. Лазерний промінь розщеплюється, йде по обох камерах, відбивається від дзеркал, повертається назад та знову з'єднується. У «спокійному» стані довжини підібрані так, що ці два промені після з'єднання в напівпрозорому дзеркалі гасять один одного (деструктивно інтерферують), і освітленість фотодетектора виявляється нульовою. Але варто лише якомусь із дзеркал зміститися на мікроскопічну відстань (причому йдеться про відстань на порядки менше світлової хвилі  — тисячні частки розміру атомного ядра), як компенсація двох променів стане неповною та фотодетектор вловить світло. 
Останнім часом гравітаційні телескопи такого типу працюють в рамках американо-австралійського проекту LIGO (найбільш чутливий), німецько-англійського GEO600, японського TAMA-300 та франко-італійського VIRGO.

### Масиви таймінгу пульсарів
Інший підхід до виявлення гравітаційних хвиль використовується масивами таймінгу пульсарів, такими як EPTA, NANOGrav і Parkes Pulsar Timing Array. Ці проєкти намагаються виявляти гравітаційні хвилі за їхнім впливом на сигнали від масиву з 20–50 добре відомих мілісекундних пульсарів. Коли гравітаційна хвиля стискає простір в одному напрямку і розширює в іншому, час прибуття сигналів пульсарів з цих напрямків зміщується. Вивчаючи набір пульсарів по всьому небу, ці масиви здатні виявляти гравітаційні на частотах порядку наногерц. Сигнали на таких частотах можуть випромінюватись, наприклад, подвійними надмасивними чорними дірами.
У червні 2023 року чотири вищезгадані колаборації масивів таймінгу пульсарів представили незалежні, але подібні докази гравітаційно-хвильового фону наногерцевих гравітаційних хвиль. Джерело цього фону поки не вдалося визначити.

### Пошук проявів гравітаційних хвиль в реліктовому випромінюванні

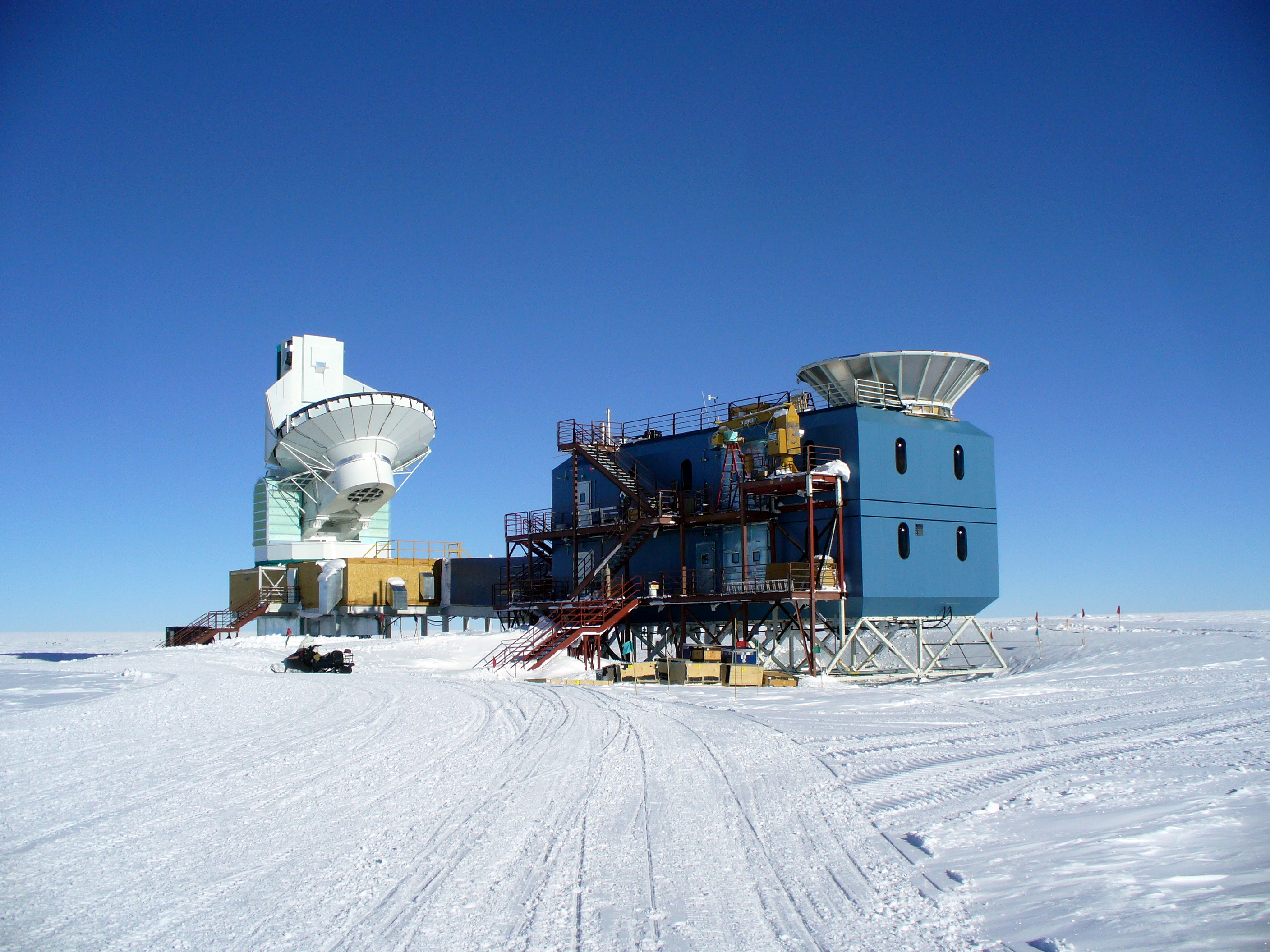
Телескоп BICEP2 (праворуч, на даху) на станції Амундсен-Скотт на Південному полюсі

Реліктове випромінювання може містити відбиток гравітаційних хвиль з дуже раннього Всесвіту. Поляризація реліктового випромінювання може бути розділена на дві складові, які називаються E-модами та B-модами, по аналогії з електростатикою, де електричне поле (E) має нульовий ротор, а магнітне поле (B) має нульову дивергенцію. E-моди можуть бути створені багатьма різними процесами, але B-моди можуть бути створені лише за допомогою гравітаційного лінзування, гравітаційних хвиль або розсіювання на космічному пилу.
17 березня 2014 року астрономи з Гарвард-Смітсонівського астрофізичного центру оголосили про виявлення відбитків гравітаційних хвиль у реліктовому випромінюванні за допомогою інструменту BICEP2. Це відкриття могло б підтвердити моделі інфляції та Великого вибуху. Однак 19 червня і 19 вересня 2014 року було повідомлено про зниження рівня довіри до отриманих результатів. Нарешті, 30 січня 2015 року Європейське космічне агентство оголосило, що сигнал можна повністю пояснити пилом в Чумацькому Шляху.

### Нові конструкції детекторів
Детектор з левітуючим сенсором (Levitated Sensor Detector) — запропонований детектор гравітаційних хвиль на частотах 10-300 кГц, які могли б походити від первинних чорних дір. Він має використовувати діелектричні частинки, які левітують в оптичній порожнині під дією світлового тиску.
Торсіонна антена (torsion-bar antenna, TOBA) — це запропонована конструкція, що складається з двох довгих тонких брусків, підвішених хрестоподібно у вигляді обертального маятника, в якому диференціальний кут чутливий до приливних сил гравітаційної хвилі.
З початку 2000-х розробляються детектори на основі хвиль матерії (атомні інтерферометри). Атомна інтерферометрія може розширити діапазон детектування гравітаційних хвиль на інфразвукову область (10 мГц – 10 Гц), в якій поточні наземні детектори обмежені низькочастотним гравітаційним шумом. У 2018 році в підземній лабараторії LSBB (Рюстрель, Франція) розпочато будівництво демонстраційного проєкту під назвою «Інтерферометрична гравітаційна антена на основі хвильового лазера» (Matter wave laser based Interferometer Gravitation Antenna, MIGA).

## Список детекторів гравітаційних хвиль

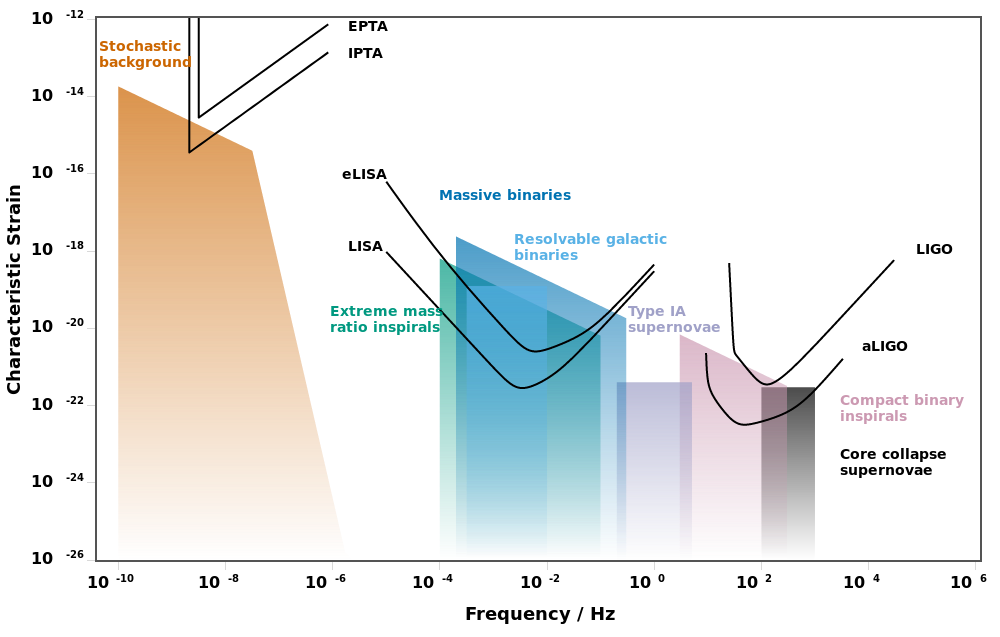
Криві шуму для кількох детекторів в залежності від частоти. Також показані характерна величина сигналів від потенційних астрофізичних джерел. Для виявлення характерна деформація сигналу повинна бути вищою за криву шуму

### Резонансні детектори
- Перше покоління[31]
  - Бруски Вебера (1960-80-ті)
- Друге покоління[31]
  - EXPLORER (CERN, 1985-)
  - GEOGRAV (Рим, 1980-ті роки)
  - ALTAIR (Фраскаті, 1990-)
  - Аллегро (Батон-Руж, 1991-2008)
  - NIOBE (Перт, 1993-)
  - NAUTILUS (Рим, 1995-)
  - AURIGA (Падуя, 1997-)
- Третє покоління
  - Маріо Шенберг (Сан-Паулу, 2003-)
  - MiniGrail (Лейден, 2003-)

### Інтерферометри
- Перше покоління
  - (1995) ТАМА 300
  - (1995) GEO600
  - (2002) LIGO
  - (2006) CLIO
  - (2007) Virgo
- Друге покоління
  - (2010) GEO High Frequency[32][33]
  - (2015) Advanced LIGO[33]
  - (2016) Advanced Virgo[33]
  - (2019) KAGRA (LCGT)[33]
  - (2023) INDIGO[34]
  - (закритий) AIGO[33]
- Третє покоління
  - (2030-ті) Телескоп Ейнштейна
  - (2030-ті) Cosmic Explorer
- Космічні
  - (2035) ТяньЦінь
  - (2034) Лазерна інтерферометрична космічна антена (LISA Pathfinder)
  - (2030-ті) DECIGO
  - (2030-ті?) Тайцзи[en]